# Tunel autostrady A2 pod linią kolejową w Luboniu
Tunel autostrady A2 pod linią kolejową w Luboniu – tunel autostrady A2 pod linią kolejową nr 271 Poznań – Wrocław, a jednocześnie wiadukt kolejowy, zlokalizowany na terenie Lubonia, przy granicy z Poznaniem. Wykonany eksperymentalną technologią, zastosowaną po raz pierwszy w Polsce (w całej Europie wykonano tą metodą tylko niespełna pięćdziesiąt obiektów). Obydwie jezdnie autostrady na całej długości tunelu – w kierunku zachodnim i wschodnim – mają trzy pasy ruchu oraz pas awaryjny. Dodatkowo wybudowana została droga lokalna zapewniająca mieszkańcom Lubonia połączenie miasta z węzłem autostradowym Poznań Luboń oraz drogą wojewódzką nr 430 Poznań – Mosina. Tunel ma długość 129,84 m.
Obiekt znajduje się w km 159+083 autostrady oraz w km 163,500 linii kolejowej Wrocław - Poznań wraz z łącznicą kolejową (towarową) nr 802 Poznań Starołęka – Luboń i terenem PKP S.A. rezerwowanym dla przewidywanej stacji postojowej Poznań. Konstrukcja tunelu składa się z 14 segmentów.